# Donjon de Courmenant
 (avril 2018).
- Si vous ne connaissez pas le sujet, laissez ce bandeau (vous pouvez alors contacter les auteurs).
- Si vous supprimez le contenu mis en cause (vous pouvez préalablement contacter les auteurs),

argumentez précisément cette suppression dans la page de discussion
(un manque de référence n'est pas un argument ; une recherche réelle de référence doit avoir été effectuée, être formellement documentée).
 (janvier 2010).
Le Donjon de Courmenant est situé dans l'ouest du département de la Sarthe, sur le territoire de la commune de Rouez, à six kilomètres au sud de Sillé-le-Guillaume.

## Situation
Il se dresse sur le versant ouest d’une côte ravinée au bas de laquelle roule la petite rivière de Vègre, qui arrose de vastes prairies, jadis occupées par un marais, dont la profondeur dépassait deux mètres, dans certaines parties.
Ce marais qui s’étendait au nord et au nord-ouest sur une assez grande longueur, entre les rochers, se rétrécissait brusquement vers le sud, au gué des Aubiers, où au moyen d’un barrage, on pouvait faire gonfler les eaux, suivant les circonstances, afin de rendre la forteresse inabordable de ce côté.
Sur les trois autres faces, le Donjon était entouré de fossés secs, de six à sept mètres de profondeur.
Six grands chemins couraient à une portée d’arc de ses fossés:
- celui de Rouez passait par le gué des Aubiers et Vègreville;
- celui de Parennes gagnait Marmicholiau;
- celui dit de l’Etang-Neuf, touchant les lieux de la Chapelle et de la Belonnière, conduisait aux fourches patibulaires du fief, qui se dressaient dans deux champs portant encore les noms de Grand et de Petit Gibet;
- celui de Rouessé-Vassé, se dirigeait sur Vassé, par la Binelière et les Maisons-Neuves;
- celui de Sillé suivait le précédent jusqu’à la Volerie, ou il s’en détachait;
- celui de Crissé passait à la Laudière et aux Croisettes; un autre s’en détachait à peu de distance du Donjon pour aller du côté de la butte St-Calais par le Baudray.

Cet état exceptionnel de viabilité atteste au moins l’importance du lieu qui, à part ses attributions militaires, était le siège d’une cour de justice comme l’indiquent son nom : (Curiam manens) de nombreux titres et la présence de ses fourches patibulaires.

## Ses origines
Les ruines du Donjon de Courmenant révèlent cinq époques, correspondant aux IXe, XIe, XIVe, XVe, et XIXe siècles; nous les traiterons séparément.

### IXesiècle
À la fin du VIIIe siècle, les Normands
et Bretons
menaçaient le pays du Maine.

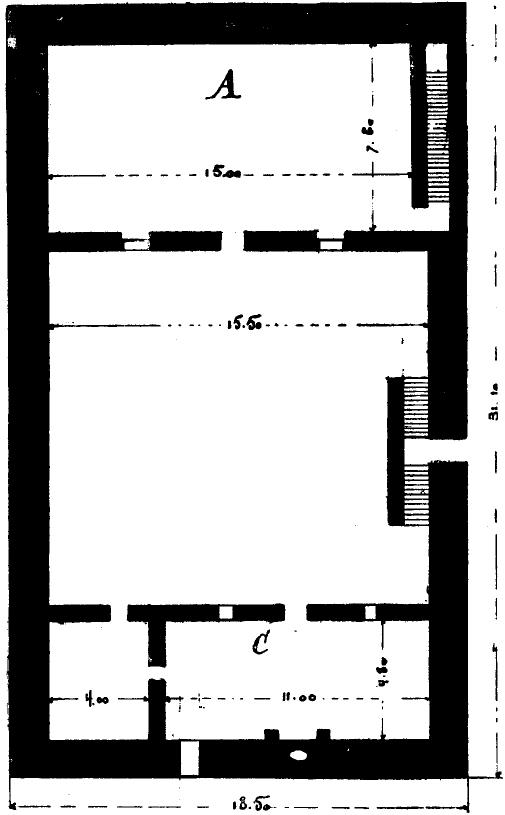
Planche I-page 09-10

Dès cette époque, Roland (preux), neveu de Charlemagne, qui devait périr à la bataille de Roncevaux, était commis à la garde de la frontière ; il eut pour successeur son gendre Eginard Wido ou Guido.
Les incursions des Barbares prenant un caractère alarmant, Charlemagne, par une rescrit de 810, notait les points où les pirates pouvaient le plus facilement pénétrer à l’intérieur du pays, et par suite, plusieurs forteresses furent établies sur la rive gauche de la Mayenne.
Charles le Chauve renouvela les prescriptions de Charlemagne et c’est sans doute lors de son séjour au Mans, vers 867, qu’il ordonna la construction du donjon de Courmenant qui, par sa situation, au milieu d’un groupe de chemins et sur le bord d’un marais formant obstacle du côté de l’ouest, répondait aux conditions de programme.
Son origine carolingienne est d’ailleurs bien accusée par le caractère des maçonneries qui en restent et surtout par l’absence des contreforts aux murs extérieurs, signes distinctifs des châteaux militaires antérieurs au XIe siècle, époque à laquelle ils apparaissent pour la première fois.
Par les termes du rescrit de Charlemagne et par les circonstances qui le motivèrent, on doit admettre que le donjon de Courmenant, comme tous ceux de la même époque, dut être un ouvrage de défense exécuté avec les fonds publics de la province, et que, dès lors, ce fut un édifice public constituant plutôt une forteresse qu’une habitation proprement dite.
Dans sa première forme, il représente un quadrilatère de 31,18 m de long sur 18,50 m de largeur composé de murs de 1,50 m à deux mètres d’épaisseur, s’élevant à environ 15 mètres de hauteur, couronnés par un chemin de ronde, avec garde-fou de chaque côté, sans merlons ni machicoulis ;
la planche I en donne le plan.
À part la cuisine C, dans la cour contre la muraille au sud, le gîte de l’habitation se réduisait à un corps de bâtiment d’un rez-de-chaussée et d’un étage, adossée à la muraille du nord. Chaque section horizontale comportait une salle de 15,50 m de longueur ; ces salles communiquaient entre elles par un escalier pratiqué dans l’épaisseur de la muraille.
Ces bâtiments intérieurs qui devaient être construits en bois, étaient éclairés sur la cour. La seule ouverture qui régnât dans les murailles extérieures était la porte d’entrée, dont il reste encore un jambage et un bout de linteau en granite, à six mètres au-dessus du fond des fossés.
À cette ouverture, on ne pouvait accéder du dehors qu’au moyen d’un appareil élévatoire. On descendait dans la cour par un escalier en bois dont on croit reconnaître les scellements.
Seule la cuisine avait une cheminée dont on voit une partie du tuyau dans la muraille d’enceinte du midi.
Les autres pièces devaient être chauffées au moyen de poêles, usités durant l’époque carolingienne, comme l’attestent différents rapports des missi dominici, ayant trait aux édifices de la couronne, sous Charlemagne.
Le donjon resta en cet état jusqu’au milieu du XIe siècle. À cette époque, les Normands sont fixés sur le sol de la Neustrie, appelée plus tard la Normandie qui avait été constituée en duché par Charles le Simple, en 912, au profit de Rollon, son gendre.
Les comtes du Maine, d’abord amovibles et électifs au VIIe siècle, sont depuis la fin du IXe siècle devenus héréditaires ; c’est le commencement de la féodalité. 
Le donjon de Courmenant était-il encore aux mains des comtes à cette dernière époque ? On l'ignore.
En 1051, un comte du Maine, ou plutôt un prétendant, s’attire par un acte imprudent, la colère de Guillaume-le-Bâtard, duc de Normandie, qui par suite, fait une descente dans le Maine ; l’événement est mentionné par Wace dans son Roman de Rou, en ces termes :
« En Ogne (Orne) en enveis maint, ou il les embali. Puis print Domfront par force cinq meis (mois) l’assaillit.
Treis chastels fist dehors, mult sentit ahennit Martel, le Queno (comte) d’Anjou, qui le chastel perdit : 
La contrée tenait oncques, puis n’en joï mult fut vaillans et près Guillaume dont je dis, Le Mans et li Maigne os Marce tot tolli. »
C’est probablement à cette circonstance calamiteuse que le Donjon dut sa ruine, à moins qu’elle n’ait eu lieu en 1064, lors de la seconde invasion des redoutables Normands ; mais nous penchons pour la première date de 1051, car le caractère architectural d’une partie de l’édifice est bien de nature à l’indiquer.
Les murailles de l’ouest et du nord furent à peu près complètement détruites ; celles du sud et une partie de celles de l’est, seules, restèrent en place, non sans être gravement endommagées.
Le donjon du IXe siècle était isolé, sans aucun autre ouvrage de défense. L’entrée du périmètre sur lequel il était construit, du côté du ravin, au nord-ouest, était au lieu qui a conservé le nom de Portal, près des bâtiments de la ferme, à proximité du chemin qui courait le long du marais. Ses fossés étaient entourés de palis scellés dans des massifs de maçonnerie brute dont on a retrouvé des vestiges. L’un d’eux, plus épais que les autres, au-devant de la porte d’entrée, devait recevoir le poteau des armes du comté.

### XIesiècle

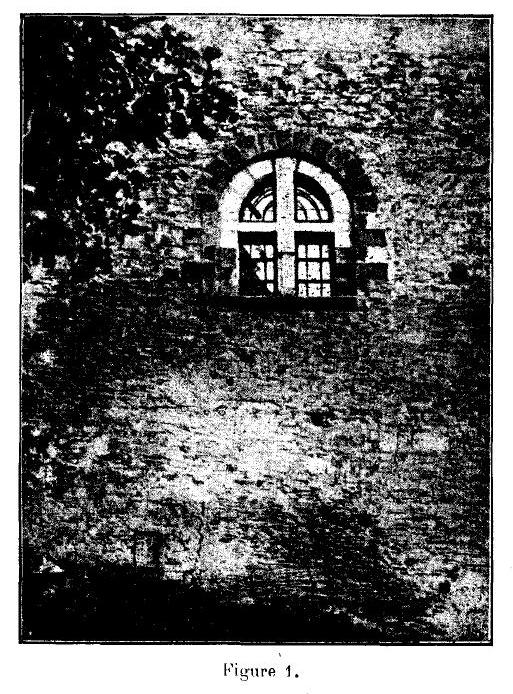
Figure 1-page 17

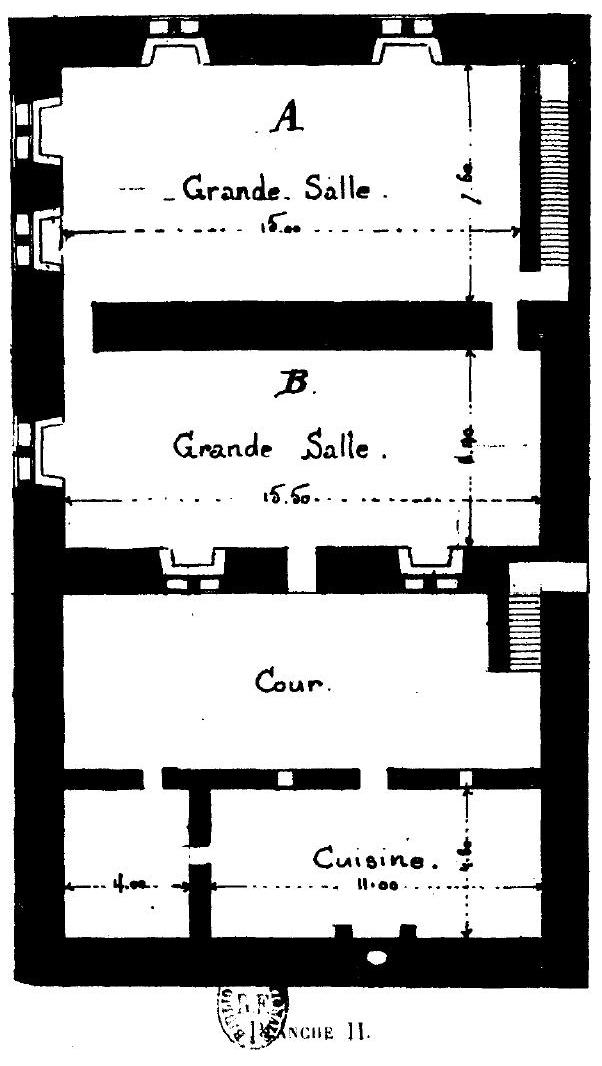
Planche II-page 15-16

On ne tarda pas à se mettre en besogne pour le relèvement de ces ruines. Les murailles du quadrilatère qui venait d’être effondrés ou renversées furent rétablis ; mais cette fois on perça des baies de croisées dans les murs extérieurs, destinés à éclairer les appartements qu’on allait créer, car l’édifice, tout en conservant son caractère de forteresse, allait devenir une demeure seigneuriale d’une certaine importance.
L’ancien gîte intérieur fut remplacé par un bâtiment A et B de 16 mètres de profondeur qu’on adossa à la muraille septentrionale du quadrilatère, et l’escalier qui devait le desservir dut être rétabli dans la muraille à l’est.
Ce bâtiment élevé d’un rez-de-chaussée et d’un étage sous sol, se composait de 2 salles à chaque section horizontale.
Son mur de face sur la cour aboutissait à la muraille de l’est, au droit de la porte d’entrée, qui fut conservée.
Au-devant de cette porte et sur une partie de l’épaisseur du dit mur, à son extrémité, on établit un palier faisant saillie dans la cour, duquel on descendait au rez-de-chaussée par un escalier adossé à la muraille.
Cette entrée militaire d’un genre particulier, fut la seule qui donna accès au donjon du XIe siècle. Pour y monter à l’extérieur, on continuera à se servir d’un système élévatoire mouvant à poulies comme au IXe siècle ; on voit encore le trou d’un des madriers qui servait à la manœuvre, il n’y eut donc point de pont-levis, proprement dit, au XIe siècle, pas plus qu’aux XIIe siècle et XIIIe siècle.
Si on en juge par les nombreux morceaux de pierre de taille en granite qu’on trouve dans les démolitions et les fermes environnantes, toutes les baies des portes et des fenêtres de la façade intérieure durent être semblables à celles des croisées de l’ouest, c’est-à-dire d’architecture romane.
Une de ces pierres portant moulures qui a été employée au côté droit de l’entrée sous la voûte, et un autre morceau similaire, utilisé au pied droit de la grange des communs, ont dû former les jambages de la porte d’entrée, à la façade intérieure sur la cour.
De cette époque, à part les murs d’enceinte, il ne resta que le mur de refend, dans sa partie basse, sur une hauteur d’environ huit mètres, au-dessus du sol de la cour ; les deux petites ouvertures du sous-sol à l’ouest ; les fragments de deux baies de croisées en granite, à environ sept mètres du sol sur la face à l’Ouest, qui ont servi à reconstituer les croisées de la galerie; une porte à cintre surbaissé, entre la galerie et la cuisine, et enfin, l’escalier dans l’épaisseur du mur de l’est. La figure 1re donne l'image d'une des croisées dont il vient d'être parlé.
La cheminée de la cuisine est la seule qui apparaisse dans les murs du château de cette époque, et on ne peut en être surpris, car, au commencement du XIe siècle, on chauffait encore les appartements au moyen de poêles ou appareils analogues, comme au temps de Charlemagne ; ce ne fut que vers l’an 1060, qu’on commença à employer les cheminées proprement dites, dont l’usage se généralisa très promptement.
Dans le mur de refend, entre la salle à manger et la galerie actuelle, on voit une baie d’une porte dont la fermeture affecte la forme ogivale rudimentaire ; elle dut être percée ou modifiée après coup, car c’est la seule de cet ordre d’architecture qui apparaisse dans les murs du donjon avant l’œuvre du XIVe siècle.
Les murailles du IXe siècle et du XIe siècle continuèrent à former un chemin de ronde, à leur sommet. Ces murailles percées de baies romanes, dans la hauteur du rez-de-chaussée et du premier étage, formaient une masse caractéristique et imposante.
Toujours est-il que toutes les pierres de taille du Donjon, sans le moindre mélange de pierres blanches, furent en granite jusqu’au XIVe siècle. Sauf  en ce qui concerne les croisées du premier étage où l’on fit certains mélanges en vue de décoration.
Le Donjon du IXe siècle avec ses croisées caractéristiques en granite et pierre blanche, est une des plus remarquables parmi ceux marquent la fusion de l’art néo-latin et du style roman proprement dit. À ces titres, c’est un mouvement historique, non plus seulement régional, mais absolument national.
Le plus grand bien que nous puissions lui souhaiter, c’est de rester dans la solitude, au loin des passions humaines.
Après la conquête de l’Angleterre en 1066 par Guillaume le Conquérant, le duché de Normandie, quoique attaché à la couronne de France, devint anglais par affinité puisque ses ducs étaient en même temps rois d’Angleterre ; de là des guerres interminables entre les 2 royaumes.

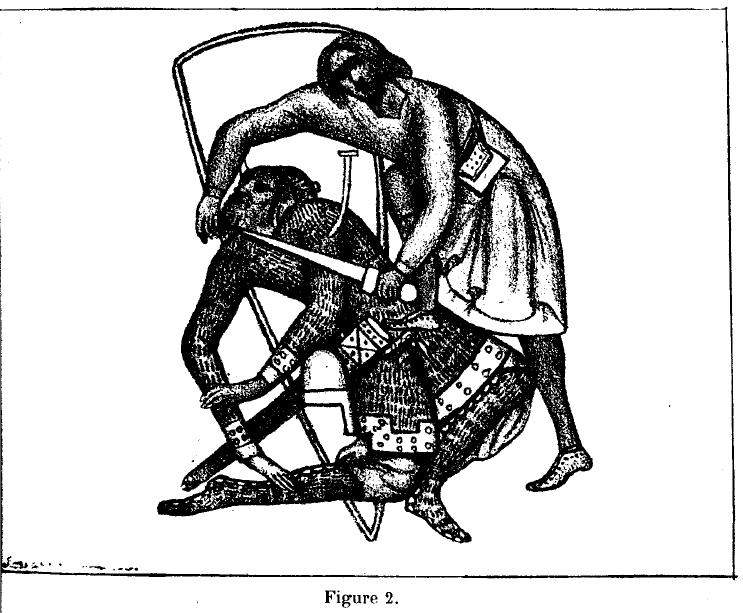
Figure 2-page 21

Les hostilités après avoir été intermittentes devinrent permanentes à la fin du XIVe siècle entre les 2 nations, et la France fut envahie par les insulaires.
Le Maine, plusieurs fois pris et repris est, comme le reste de la France, en révolte permanente contre l’insulaire qui pesa si longtemps sur la destinée de notre pays, où il a laissé des traces ineffaçables.
Courmenant, alors occupé par les seigneurs du même nom et alliés à la famille de Tussé, est encore assiégé une fois vers 1369, par le féroce Knolles (voir aussi ), lieutenant d’Édouard, roi d’Angleterre ; sa ruine fut presque complète.

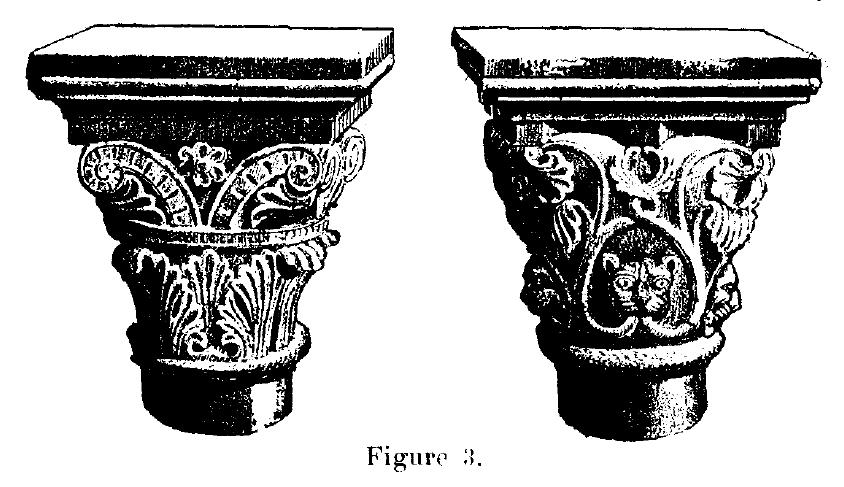
Figure_3-page_22

La muraille à l’ouest au-devant de la cour, sapée par sa base, tomba dans le ravin et roula jusqu’au bord du vieux chemin ; mais elle ne fut que découronnée vers son milieu, de sorte que les baies des croisées caractéristiques du XIe siècle ne furent pas entièrement détruites.
Les murailles du nord et de l’est subirent des effondrements de place en place, et l’escalier régnant dans l’épaisseur de celle-ci fut encore une fois à peu près détruit.
Le mur de face, dans l’intérieur de la cour, disparut, sauf quelques parties de ses fondations qu’on a pu retrouver en 1860.
Les débris des XIe siècle et du XIIe siècle, déterrés dans les décombres, sont assez nombreux : 
ils consistent principalement en fragments de chapiteaux, (figure 3) de bas-reliefs et de moulures, sans que nous puissions déterminer à quelle partie de l’édifice ils ont appartenu.
Nous inclinerions à croire qu’ils proviennent d’une chapelle qui a pu exister sur l’emplacement de celle qui existe encore et qui remonte à la fin du XVe siècle ou au commencement du XVIe siècle.

### XIVesiècle

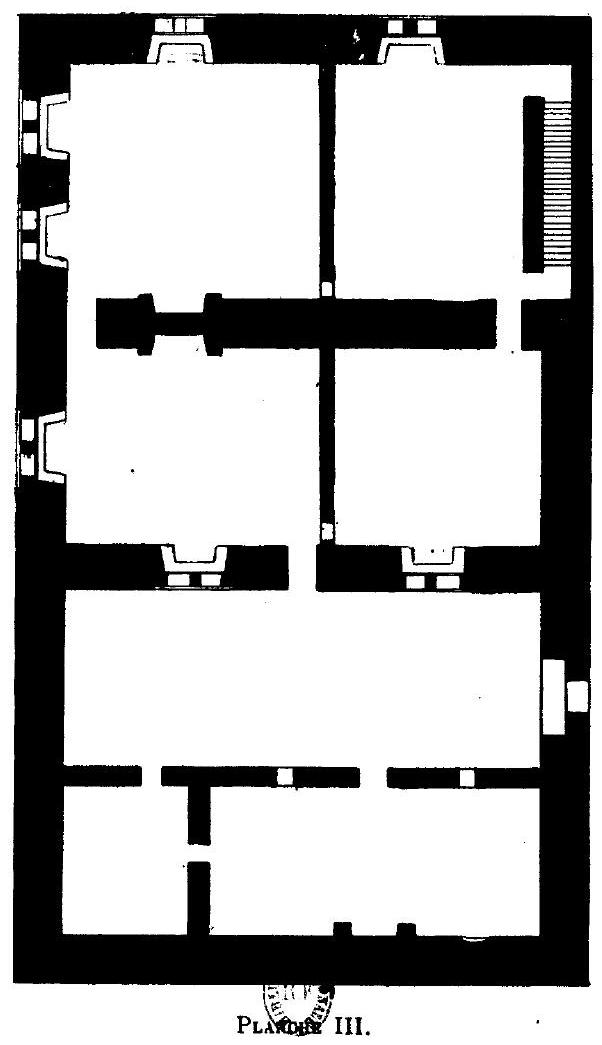
Planche_III-page_23-24

Le 10 novembre 1380, Louis, fils du duc d’Anjou et du Maine, écrivait à Pierre Saynel, son lieutenant au Mans : 
« Il y a nécessité de pourvoir aux chasteaux et forteresses et villes de nos 10 pays à suffisance de guet et de garde et réparations pour résister aux mauvais procédés et violements des ennemis qui, si comme l’on dit, viennent doûtres pays pour faire grand dommaige ».
Le même acte prescrit la réparation des douves et des murailles ébréchées.
C’est sans doute en exécution de cette ordonnance que la restauration du donjon de Courmenant fut entreprise.
On remit les bâtiments intérieurs à peu près dans l’état où ils étaient avant leur destruction, les hauteurs des étages ne furent pas changées, car les corbeaux des poutres du XIe siècle ont été retrouvés dans le mur de refend ; ceux du côté du nord durent être remplacés en pierre blanche. Toutes les baies des croisées extérieures furent remises en état, sans rien changer à leur première ordonnance, et on rétablit tous les murs démolis ou ébréchés ; de sorte qu’à l’extérieur, l’édifice demeura roman comme il était au XIIe siècle.

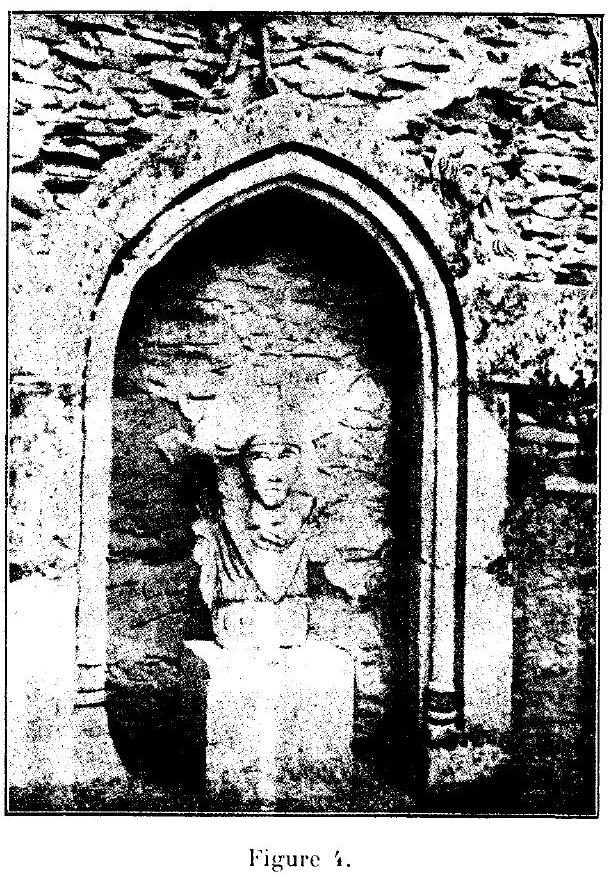
Figure_4-page_26

À l’intérieur, il ne devait pas en être de même ; on y établit des cheminées pour la première fois, et ces cheminées furent gothiques suivant l’usage du temps. La planche IV donne l'élévation et les profils de l'une d'elles, celle de la grande salle au nord, convertie en musée, qui est restée intacte.

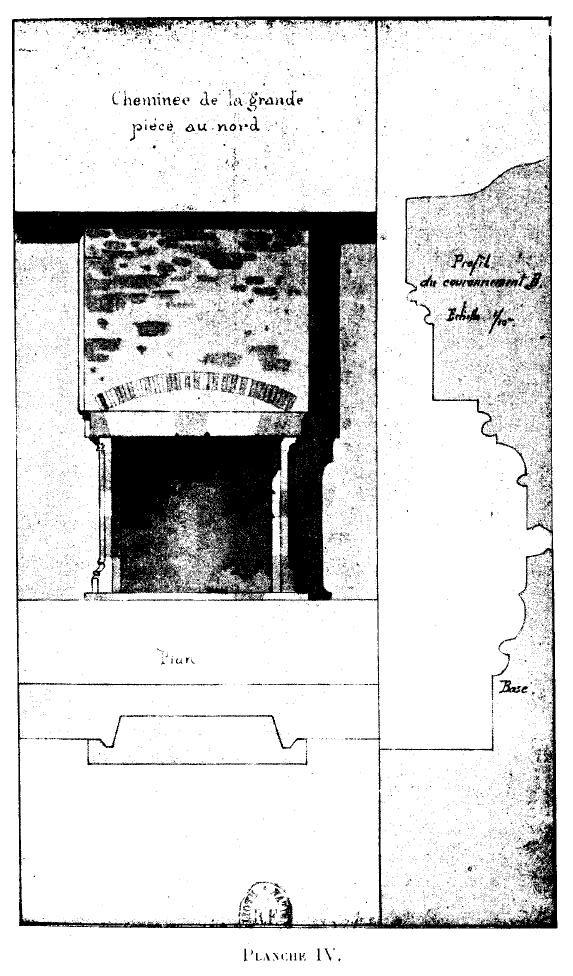
Planche_IV-page_27-28

C’est de cette époque que date le premier établissement du pont-levis, avec ses rainures et sa porte gothique qu’on a pu retrouver dans une ferme voisine, celle des Bougonnières, et qui est déposé dans la cour comme objet de musée. 
La statue de saint Denis, qui y est déposée entre ses piédroits, est du XIe siècle ; elle vient de l’église de la Ferté-Macé (Orne).
La porte du XIVe siècle fut formée avec des morceaux de granite provenant des démolitions de l’édifice du XIe siècle. Le choix de cette nature de pierre était bien motivé comme le plus en butte aux attaques de l’ennemi.
Le donjon du XIVe siècle, mois correct que celui du XIe siècle, au point de vue architectural, ne perdit rien de son importance.
C’est à cette date qu’il faut reporter, sans doute, la création de la chaussée régnant au-devant du donjon et en travers de l’ancien marais ; c’est du moins ce qui semble indiqué par les 2 portes vannes du gouffre, bandées à ogives, représentées par la planche V. L’une de ces portes vannes a été refaite à plein cintre.
Indépendamment de la question d’accès, cette chaussée avait pour objet de former une chute et une réserve d’eau pour les moulins, qui durent être créés à cette époque, car le cartulaire de Champagne qui mentionne le moulin de Cohardy, reste muet sur ceux de Courmenant, avant le XIVe siècle.
L’œuvre coûteuse de la fin du XIVe siècle ne devait pas être de longue durée. La guerre qui continuait ne fut pas un instant interrompue jusqu’au milieu du XVe siècle ; c’est vers l’an 1417 qu’elle redoubla d’intensité.
Les places fortes du Saosnois, de Ballon, de Beaumont, de Fresnay et autres, furent prises par les Anglais et bientôt reprises par Ambroise de Loré.
À cette époque, le donjon de Courmenant dut subir de rudes épreuves, dont pourtant aucun titre ne fait mention.
Sa ruine totale ne paraît pourtant pas avoir eu lieu avant 1427, après la funeste bataille de Verneuil (1424), où périt une grande partie de la noblesse française ; c’est à cette époque qu’eurent lieu les plus sanglants combats dans le pays.
La muraille du midi, qui jusqu’alors était restée pour ainsi dire intacte, fut renversée dans une grande partie de sa hauteur sur la moitié de sa longueur, jusqu’au tuyau de fumée du IXe siècle. Sous l’effort de la sape et du levier, qui roulèrent dans le fossé, en écrasant assiégeants et assiégés, dont on a retrouvé des fragments de crânes et de mâchoires, dans les déblais, en 1860.
La muraille de l’ouest rétablie au XIVe siècle, fut renversée une seconde fois de fond en comble, au-devant de la cour, et le surplus ne résista que pour partie à la fureur des assiégeants. Une des croisées caractéristiques du XIe siècle et les deux petites fermetures du sous-sol seules restèrent entières, ou à peu près.
La muraille du nord subit le même sort, ainsi qu’une partie de celle de l’ouest.

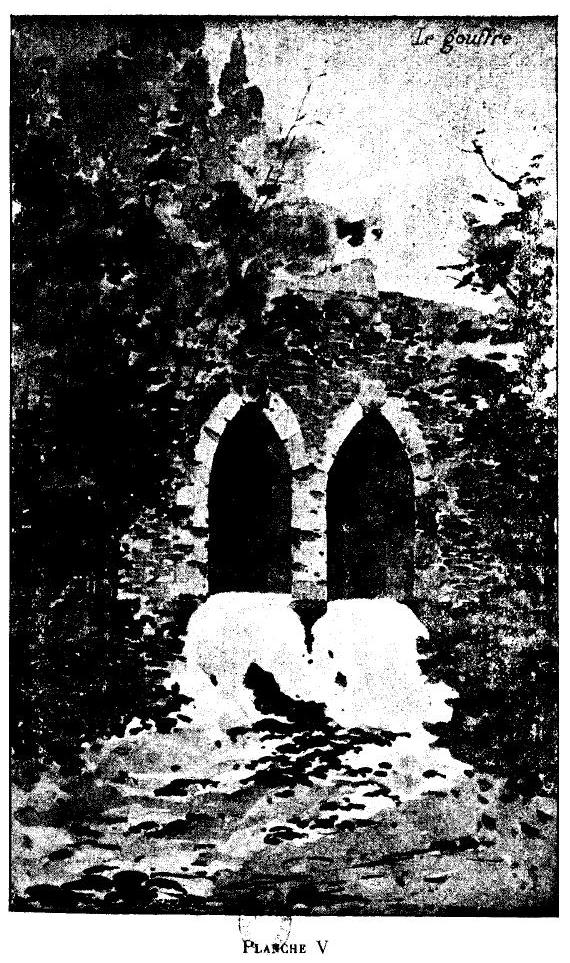
Planche_V-page_31-32

Le pont-levis tomba sous les coups des démolisseurs et la baie de la porte à colonnettes au XIVe siècle fut jetée aux décombres.
Dans sa fureur l’ennemi compléta le désastre en livrant les intérieurs aux flammes, dont l’intensité tordit jusqu’aux ferrures des portes. Des amas de cendres et de pierres calcinées, qu’on a retrouvés en creusant des fondations de la tour, au nord-est, ont révélé ces événements, dernier épisode de l’histoire militaire du donjon.
De cette époque il ne reste, à part les murailles réparées, que 3 cheminées, dont l’une, précédemment reproduite planche IV, est dans la galerie ; les 2 autres, qui sont endommagées, restent attachées au mur de refend, dans le grenier au nord. Le couronnement d’un jambage de l’une de celles-ci est déposé comme l’objet de musée, dans la cour, au droit du pont-levis.

### XVesiècle
Contraints à la retraite, les troupes anglaises quittent la France, et le Maine peut enfin jouir d'une période de paix. Un écrivain décrit alors le château en ces termes : 
« Le chasteau et maisons seigneuriale de Courmenant est composé de 2 chambres haultes, grenier dessus, avec la cour en dedans de laquelle il y a 2 écuries et un puiz. Le dit chasteau couvert d’ardoises fors la cuisine qui est couverte d’essentes ; lequel chasteau est clos à douves (? ? ?) et pont-levis, qui sont pour la plupart en ruisnes ».
Le donjon du XVe siècle eut pour appendice une chapelle placée sous le patronage de saint Nicolas ; on y voit encore la statue du Saint en pierre, faisant le pendant de celle de la Vierge ; toutes les 2 sont portées par des corbeaux en pierre scellés dans la muraille, au-dessus de l’autel aussi en pierre, qui est resté en place ; les blasons de la maison de Vaige, dont nous parlerons ci-après sont peints sur ces corbeaux.
La chapelle portant, par son style d’architecture, le caractère du XVe siècle, dut en remplacer une autre remontant au XIe siècle ou XIVe siècle, car les demeures féodales de ces époques en étaient toutes pourvues ; elle mesurait 8,50 m sur 5,85 m en œuvre.

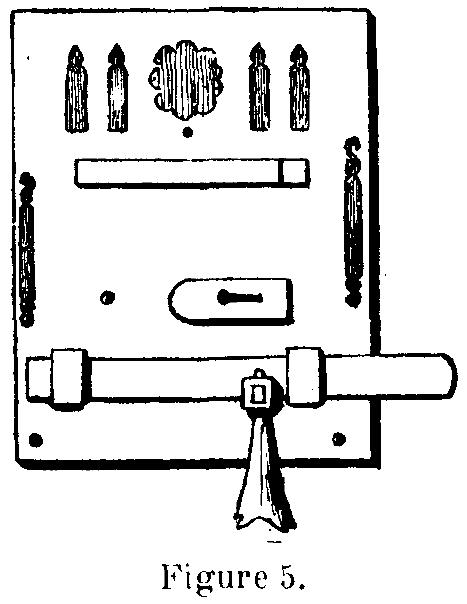
Figure_5-page_40

La porte d’entrée, dans la face opposée, du côté du Donjon, est basse à ogive, avec pieds-droits et cintres en pierre blanche sans montures et ornements autres qu’un simple cavet sur l’arête des jambages et de la fermeture. La figure 5 donne le dessin de la serrure opposée sur le vantail en chêne ; cette serrure est bien, comme la porte et la croisée de l’édifice, du style de la fin du XVe siècle.

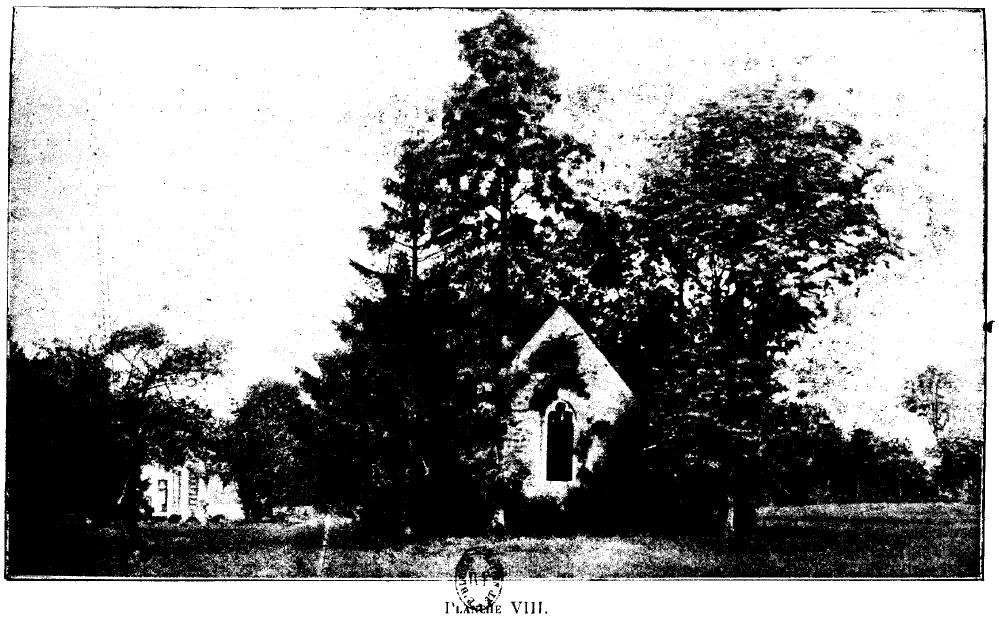
Planche_VIII-page_41-42

Dans le pignon de face est une niche pour la clochette ; et, au midi, on voit une petite, croisée en pierre, pratiquée dans l’épaisseur du mur latéral, entre le retable et une cheminée qui est aussi en pierre.
Le sol du sanctuaire, près de l’autel, est surélevé de 0,35 mètre par des madriers formant marche, qui sont à peu près complètement pourris ; le carrelage était en carreaux de terre cuite de 0,12 mètre.
Les retombées de la voûte en bois, reposent sur une sablière en saillie moulurée.
Le parement des murs, à l’intérieur, étaient revêtus de peinture murale à personnages dont on n'aperçoit plus de traces déterminées.
Au haut de la voûte était cloué un écusson portant les armes de Vaige : d’azur à 3 chevrons d’or ; et le même blason parti d’une croix de gueules est peint sur les corbeaux qui portent les statues dont nous avons déjà parlé.
Sur les ruines amoncelées du donjon, il fallut reconstituer une demeure, si modeste qu’elle put être ; 
Les quatre murs d’une partie de l’ancienne salle B, sur la cour, quoique découronnés, restaient en place sur une hauteur d’environ 8 mètres ; on les utilisait mais il fallut abaisser le sol et réduire la hauteur des planchers pour reconstituer un rez-de-chaussée et un étage dans cet espace, sans être obligé de surélever les murs qui, en égard à leur épaisseur, eussent nécessité de grosses défenses, qu’on n'était pas en mesure de faire après les malheurs de la guerre.
On boucha les croisée d'ogives sur la cour pour les remplacer par des petites baies à croisillons, selon le style de l’époque et suivant les hauteurs réduites des appartements.
Par la même raison, on supprimera la croisée de style roman à l’ouest, au-devant de la salle à manger actuelle pour y substituer celle qui existe, en l’établissant à niveau moins élevé, aussi en style de l’époque. On voit encore dans la muraille des fragments de l’ancienne fermeture en pierre de granite du XIe siècle.
Ainsi le bâtiment réduit se composa de 2 pièces et d’un cabinet à chaque étage, desservis par un escalier à vis, en bois, mal agencé qu’on y disposa.
Le pont-levis fut rétabli en se servant des rainures du XIVe siècle et en abaissant la porte d’entrée qui avait déjà été abaissée à cette dernière époque.
Les cheminées des pièces furent composées avec les débris de celles du XIVe siècle qui furent arrachées du mur de refend dans lequel elles étaient placées à un niveau plus élevé. 

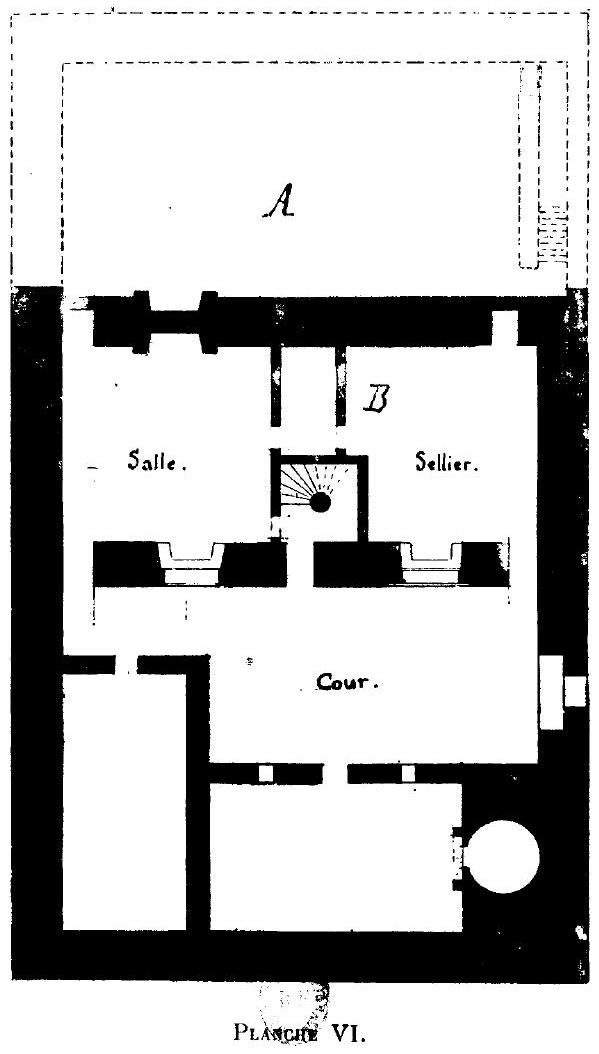
Planche_VI-page_35-36

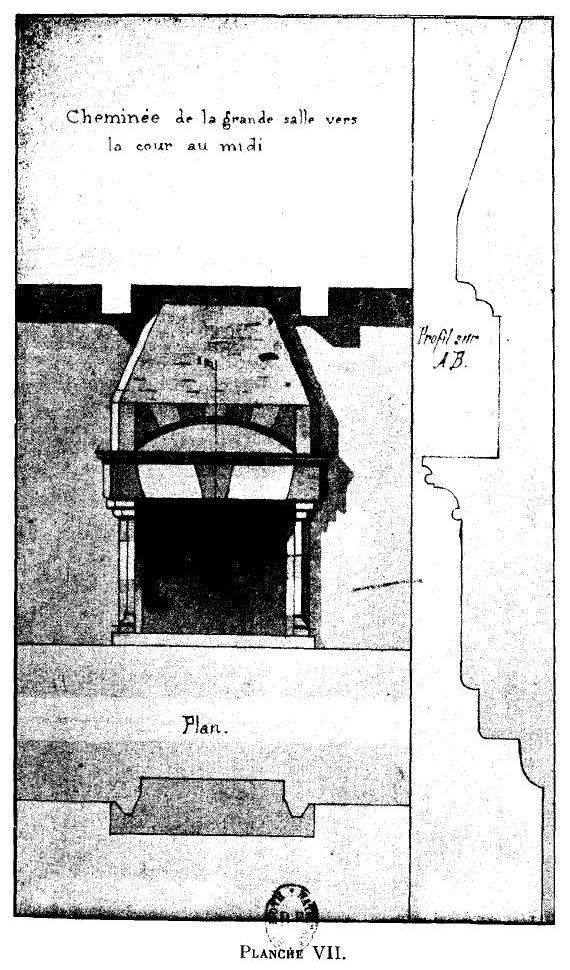
Planche_VII-page_37-38.JPG

La baie de porte de pont-levis qui existait encore en 1860, était formée de grosses pierres de taille en granite du XIe siècle, et de pierres blanches dépareillées du XIVe siècle, provenant des démolitions ; cette fermeture de baie a été placée à la porte de la tour nouvelle.
L’espace entre le mur de refend et la muraille extérieure du nord, où était le complément de l’habitation au XIVe siècle, resta vide jusqu’au XIXe siècle, il forma une sorte de douve où étaient entassés des fragments de murailles, qu’on déblaya vers 1830, pour y faire une étable qui devait disparaître en 1860.
L’ancienne cuisine, dans la cour, quoique n’ayant plus de tuyau de fumée, dans la partie supérieure du mur d’enceinte, fut rétabli avec un four ayant sa cheminée, sur le rampant du toit, dans la cour.
L’acte de vente de 1609, dont il sera sans qu’on sache à quelle alliance il a trait.
Comme la famille de Vaige ne fut en possession du fief de Courmenant qu’en 1502, il peut y avoir doute, quant à la date de l’érection de l’édifice, à moins qu’on ne suppose que les blasons y aient été figurés après coup ; car, le monument porte bien le caractère du style gothique de la fin du XVe siècle.
Comme la transformation du style fut plus lente aux monuments religieux qu’aux constructions civiles, il pourrait se faire que la chapelle de Courmenant eut été érigé sous François Ier, sans tenir compte du style renaissance qui venait d’être inauguré.
L’acte de vente de 1609 parle de la chapelle et de dépendances du Donjon en ces termes : 
« La basse-cour close de murs en dedans de laquelle il y a une chapelle couverte en ardoise, fondée de 2 messes par semaine, par le seigneur de Courmenant en laquelle court il y a une maison appelée la maison (? ? ?), qui fait la clôture en partie de la dite court ; icelle maison (? ? ?) de deux chambres où il y a cheminées et grenier, dessus et une cave dessous, avec une étable au bout et après de la dite cave qui sert à mettre les chevaux et auprès d’icelle il y a une maisonnette à establer les porcs ; du tout en ruine1 ».
C’est de la fin du XVe siècle ou au commencement du XVIe siècle que date la construction de la dite maison neuve et du mur de clôture de la basse cour, relatés dans le titre précédent. Les 2 granges ne furent édifiées que vers l’an 1620 ou 1625.
Le mur de clôture de la basse cour partait de l’angle sud-est du château, gagnait la chapelle par un coude, courait jusqu’au-delà du bâtiment des granges près duquel il passait pour, en formant un nouveau coude à angle droit, allait rejoindre la maison neuve, au point où était l’entrée qu’on nommait le portail.
Ces nouvelles dispositions extérieures firent du château féodal une sorte de gentilhommière doublé à une exploitation rurale qui prit un caractère encore plus accentué après lé réunion du fief à la châtellenie de Vassé.
D’après certaines traditions, le donjon aurait eu à soutenir un nouveau siège, au temps des guerres religieuses, à la fin du XVIe siècle. Ce qui peut donner un semblant de vraisemblance à la tradition.
C’est l’attitude d’un membre de la famille de Vassé qui était un ardent huguenot et qui défendait sa religion par les armes.
Quoique déchu, le Donjon continua à être habité par ses seigneurs, assez misérablement, il est vrai, jusqu’en 1609, époque à laquelle il fut acquis par la famille de Vassé, qui en fit une sorte de maison de location.
Cependant, il était encore cour de justice en 1621 ; c’est ce qui résulte d’une déclaration de cette époque, reproduite aux pièces justifications, ci-après.
Des titres nous le montrent tenu en location 1775 par un sieur Bouvet, et plus tard 1789 par Laguilé, son gendre, lesquels le sous-louent à des maisonniers. Un de ceux-ci, le sieur Jardin, de pauvre qu’il était, devint spontanément assez riche pour donner une instruction assez complète à ses enfants, dont l’un fut notaire de Rouez. On dit que ce locataire avait trouvé, un trésor dans le donjon, au commencement du XVIIIe siècle, ce qui est vraisemblable.
Les titres de Courmenant qui, depuis l’annexion du fief, était disposés dans les archives du château de Vassé, furent brûlés par ordre du gouvernement, le 20 nivôse 1793, le jour de la fête de la raison.
La chapelle, qui était alors à la présentation du seigneur de Vassé et dont le revenu figure au Poullé pour 67 livres resta livrée au culte, au moins temporairement jusqu’en 1789.
Le bordage de la chapelle situé à moins de 150 mètres, du donjon, constituait par son revenu les émoluments du chapelain, qui logeait au village de la Landière.
- En 1791, les objets servant à l’exercice du culte, furent cachés dans le bas de l’escalier régnant dans l’épaisseur de la muraille du Donjon. Ces objets ont été retrouvés, vers 1826 en mauvais état.
- Le bénitier, enlevé par le sieur Laguille locataire du donjon et de ses dépendances en 1792, fut plus tard, rendu par sa famille ; il est déposé dans le musée.
- La calice a été recueilli par le clergé pour l’église de Rouez, où il est aujourd’hui.
- La clochette enlevée en 1832, par le sieur Mauny, agent d’une société qu’on appelait la bande noire, ne fut pas restituée.

La vente du donjon eut lieu en 1792, en exécution de l’ordonnance relative aux liste des émigrés.

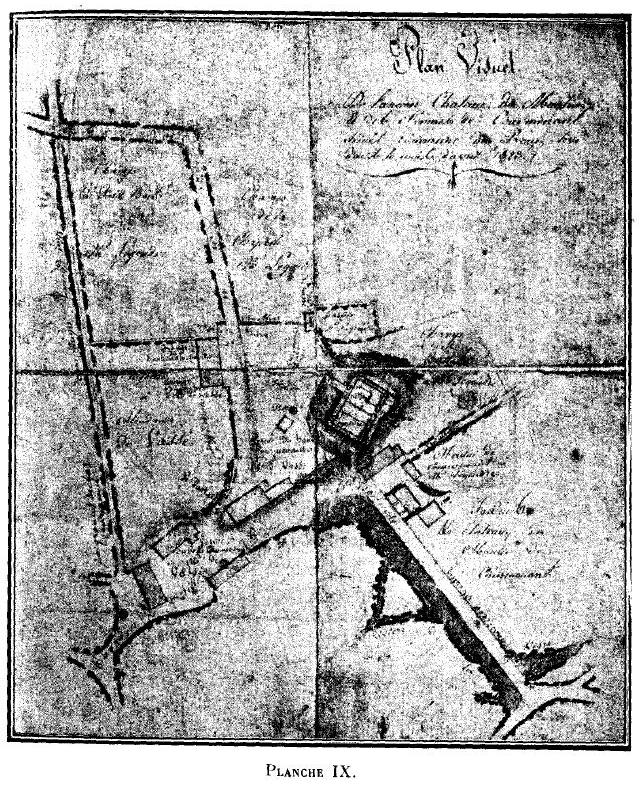
Planche_IX-page_47-48

Le nouvel acquéreur, qui venait aussi d’acheter les moulins, fit sa demeure des anciens bâtiments du logis féodal, dont il mit la cour en communication avec les moulins, en perçant le mur à l’ouest.
Après lui son gendre fit construire une étable et un grenier, entre les vieux murs, au nord, sur l’emplacement de la partie du bâtiment détruite au XVe siècle, sous la galerie actuelle. 
Le malheureux donjon était arrivé au dernier degré d’abaissement ; il servait de carrière pour les constructions du pays ; on parlait même d’abattre le reste de ses murailles ; qu’on jugeait inutiles pour la misérable habitation qu’il constituait.
Alors, les fossés à moitié comblés étaient remplis de broussailles et d’arbustes sauvages ; les quartiers de murs renversés qui gisaient dans le milieu étaient devenus la demeure des couleuvres ; les hiboux, les chouettes, les orfraies et autres oiseaux de nuit occupaient les brèches et les fissures des murailles encore debout, et les chauve-souris avaient pris possession du vieil escalier, en grande partie recouvert par des morceaux de murs qui en tombant s’y étaient accrochés.
Ces ruines noircies par le temps et souvent enveloppés par des nuées de corbeaux qu’on nomme encore les couas de Sourche, avaient un aspect sinistre et qu’on n’en approchait qu’avec un certain effroi, car l’habitation restait caché entre les vieilles murailles.
Voilà l’état dans lequel était le donjon de Courmenant lorsque François Joseph Liger, en devint propriétaire, par acquisition et par héritage, en 1857. La restauration en fut presque aussitôt entreprise.

### XIXesiècle
Le premier soin du nouveau possesseur fut de déblayer les fossés, de clore les terrains vagues qui entouraient le donjon, de tracer un parc sur tout l’espace dont on pouvait alors disposer et d’y faire les premières plantations, suivant la méthode ordinaire en pareilles circonstances.
On procéda ensuite à la démolition des écuries et des toits-à-porcs, qui déshonoraient la cour ; toutefois, la boulangerie fut conservée, à titre provisoire.
Plus tard le bâtiment intérieur du XVe siècle qui tombait en ruine, fut rasé, de sorte qu’il ne resta plus que les gros murs extérieurs de la forteresse et le mur de refend du XIe siècle, qui avait résisté à toutes leurs attaques et qui s’élevait encore à plus de 15 mètres de hauteur à partir du fond du sous-sol.
Ensuite, les gros murs extérieurs qui, partout, étaient plus au moins endommagés furent complétés suivant les hauteurs qu’allaient nécessiter le projet de restauration, dont voici le plan (planche X). 

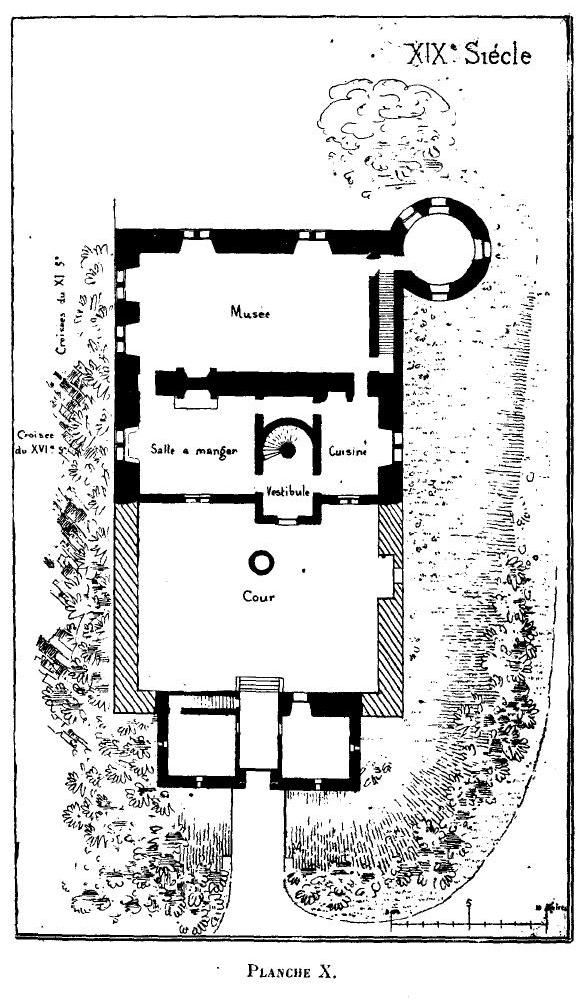
Planche_X-page_51-52

À part quelques adjonctions représentées par la tour et l’avant-corps, dont la nécessité s’imposait pour les besoins, le projet est, par le fait, la reproduction du Donjon du XIe siècle.
Le grand corps de bâtiment, double en profondeur, fut rétabli sur l’emplacement de celui qui existait au XIe siècle et au XIVe siècle ; ses dimensions, entre les gros murs d’enceinte sont de 15 mètres sur 15,50 m ; 
- il est composé au midi, 
  - d’un rez-de-chaussée sur terre plein,
  - de 2 étages carrés
  - d’un comble ;
- au nord, 
  - d’un rez-de-chaussée sur sous-sol
  - d’un grenier.

Le rez-de-chaussée, au midi, contient, le vestibule, l’escalier, la salle à manger, l’office et la cuisine avec son cabinet de débarras.
Le rez-de-chaussée, au nord, régnant en une seule pièce sur toute la longueur du bâtiment, constitue la galerie musée, dans laquelle a été conservée la cheminée du XIVe siècle et une partie des corbeaux qui recevaient les poutres.
Le premier étage, au midi est divisé comme le rez-de-chaussée qui règne au-dessous ; il renferme : le petit salon, le grand salon sur la salle à manger et la bibliothèque sur la cuisine.
Le deuxième étage est divisé en trois chambres à coucher, dont une avec un grand cabinet de toilette, les deux autres avec leur cabinet de débarras et garde-robe.
Le comble contient les greniers et les chambres de domestiques, sans cheminées.
Les niveaux du sol sur la cour et du premier plancher, pour la mi-épaisseur du bâtiment, au midi, adoptés au XVe siècle, ont été conservés pour la raison qu’il fallait respecter la cheminée et la croisée, établies dans les gros murs, comme objet d’architecture et d’archéologie.

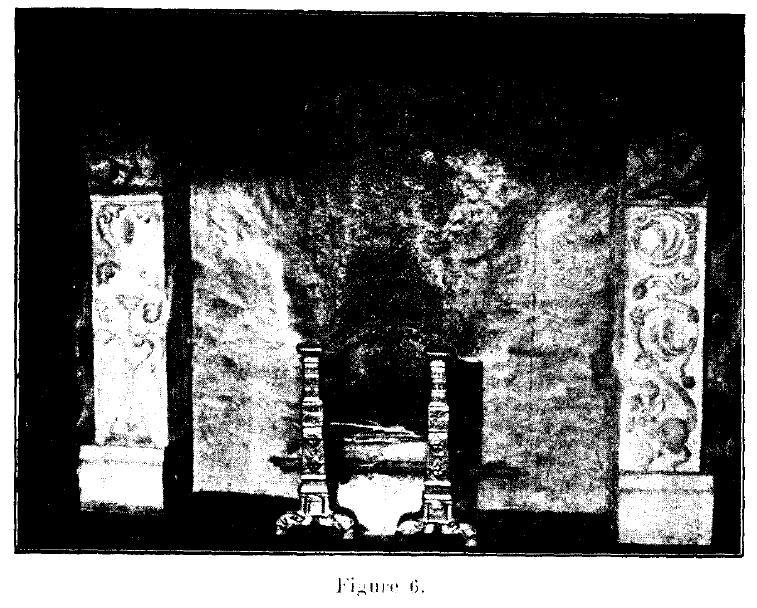
Figure_6-page_54

Les niveaux du plancher du bas et du plancher haut de la mi-épaisseur du bâtiment, au nord beaucoup plus élevés que ceux de la mi-épaisseur du même bâtiment, au midi, ont été conservés dans leur premier état du XIe siècle et du XIVe siècle, accusé par les corbeaux qui restaient en place ; de sorte qu’on monte les trois marches pour communiquer de la salle à manger et de la cuisine à la galerie.
Les cinq croisées de la galerie, à l’ouest et au nord, furent rétablis dans les murailles du donjon suivant le modèle du XIe siècle, dont on avait trouvé les éléments dans les parties restantes. La cheminée, du XIVe siècle, fut conservée.
Dans la bibliothèque, au premier étage, la cheminée du XVe siècle, pratiquée dans le gros mur de refend, dut être détruite pour faire place au tuyau de celle de la cuisine qui, à cette époque, était à l’état de pièce froide. Une nouvelle cheminée dut être établie dans le mur transversal au droit de l’escalier circulaire ; la figure 6 en donne l’image. Les sculptures de ses jambages représentent des animaux allégoriques et les sujets de la fable de Phèdre reproduite par La Fontaine.
La croisée de cette pièce, dans le gros mur, à l’est, datant du XVe siècle, étant trop basse et trop étroite, fut refaite dans le style du XIIe siècle, avec une colonnette au milieu, dont le chapiteau représente une chimère, figure 7.
La façade du bâtiment, sur la cour, datant de 1860-1875, représenté par la planche XI, est composée dans le style roman du XIIe siècle.
La porte géminée du rez-de-chaussée, ouvrant dans l’avant-corps est munie de colonnettes engagées, dont les chapiteaux représentent des figures fantastiques.
Les trois croisées du premier étage sont aussi géminées, soit avec des colonnettes engagées et ordonnées de chapiteaux historiés ; soit avec des trumeaux (? ? ?) chanfreinés et ornés de sculptures.
Au deuxième étage, la croisée de droite est à trois arcades avec chapiteaux historiés. Les deux croisées de gauche sont géminées avec colonnettes et chapiteaux analogues. L’avant-corps est simplement percé d’un œil de bœuf, et orné d’un blason.

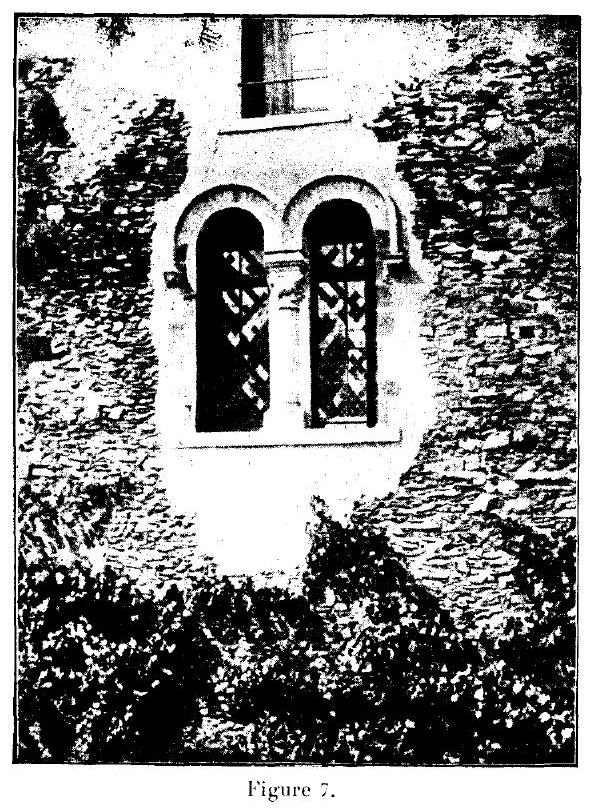
Figure_7-page_56

Les corbeaux sculptés de la corniche d’entablement représentent des figures et divers sujets.

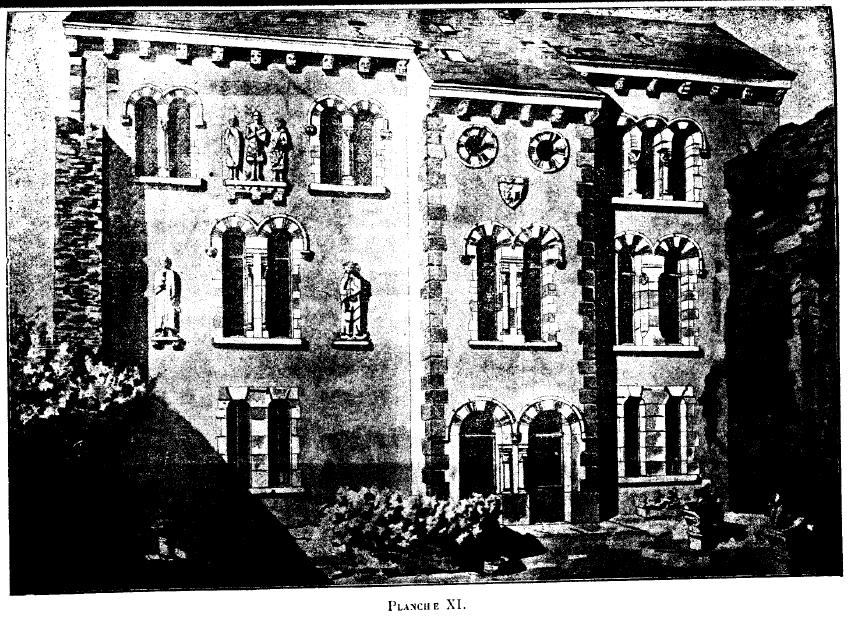
Planche_XI-page_57-58

Le haut relief du milieu, régnant sur l’arrière corps, et qui n’a pas moins de 2,80 m de haut sur 1,80 m de largeur, de même que les autres hauts reliefs, au-dessous, représentant les seigneurs et possesseurs de Courmenant.
L’avant-corps extérieur, au sud, formant saillie sur l’ancienne muraille du Donjon renferme le logement du portier, une pièce de débarras, un escalier pour monter sur la terrasse, une voûte pour l’entrée des WC, une cave et une salle de bain.

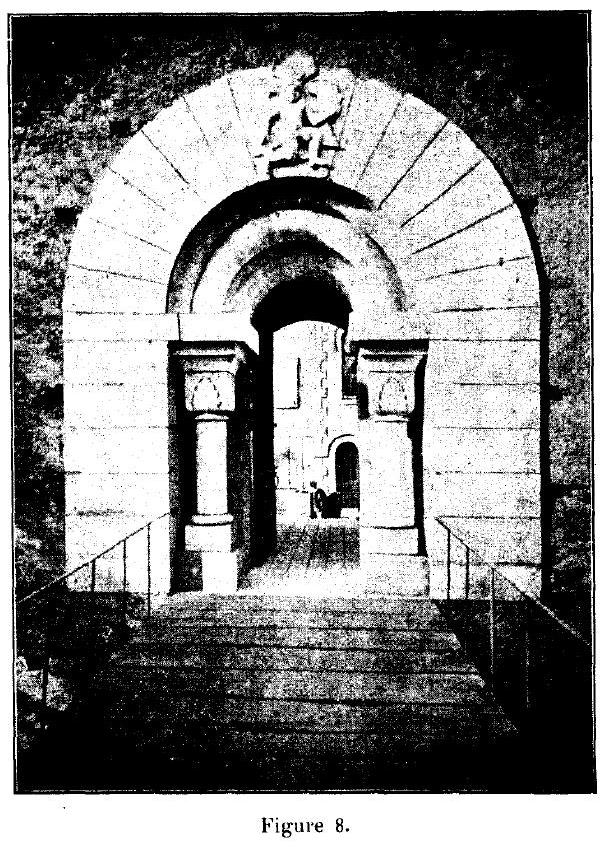
Figure_8-page_59

La façade est composée dans le sens des aspirations architectoniques du IXe siècle, mises en pratique par Charlemagne, qui fut pour ainsi dire le fondateur du donjon de Courmenant.

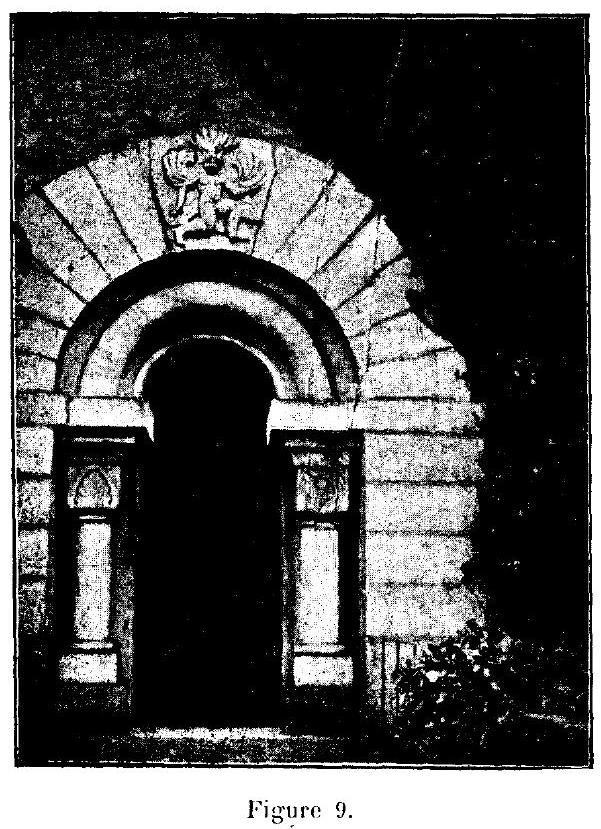
Figure_9-page_60

La fermeture de la baie de porte, en grand appareil romain est le fond de la composition qui, quant au reste, renferme les éléments confondus de l’art étrusque et du roman byzantin.
Le souffle indien qui dominait dans l’art étrusque n’y est pas négligé. L’œuvre est représentée par la figure 8, sur laquelle on voit, au fond, une partie de la façade intérieure et le puits près duquel on aperçoit notre propre silhouette.
La figure 9 donne la même ordonnance roman byzantine, mais avec la porte fermée et ornée de ses ferrures.
La figure 10 indique le dessin de l’abaque qui, sur la figure précédente, n’est représenté qu’à l’étage d’épanetage.

|

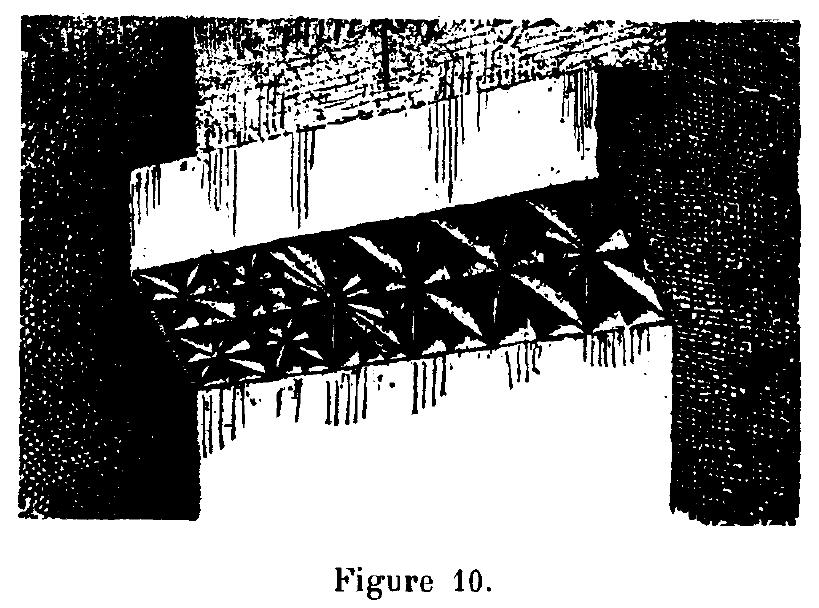
Figure_10-page_61

Cette composition simple, mais étudiée, n’est pas sans intérêt au point de vue de l’histoire de l’art, par cela même qu’elle rend le type initial de l’art roman qui, au XIe siècle substitue les colonnettes engagées aux colonnettes isolées du byzantin, en divisant les tores (? ? ?) et en découpant l’abaque par des ressants, de manière à former un commencement d’hémicycle pour les grandes baies de portes ou d’arcades, système imaginé au XIe siècle.
La planche XII donne l’image de la façade à l’est, telle qu’elle est actuellement. On y voit les brèches du pont-levis du XVe siècle et un bout du linteau de la porte du IXe siècle.
Toute la partie du mur de la forteresse, à gauche en regardant le pont-levis, est du IXe siècle. La partie, à droite, comporte quelques restes de la même époque ; mais le surplus appartient, pour la presque totalité, aux XIVe siècle et XVe siècle, en dehors des surfaces couvertes d’enduits qui datent du XIXe siècle, de même que certaines parties faciles à distinguer par leur hourdis, près de la tour.
À gauche du pont-levis, à environ dix mètres du fond du fossé, on voit dans la muraille, un des trous qui servaient à recevoir les madriers auxquels étaient attachées les machines élévatoires des IXe et XIe siècles.
La planche XIII représente la face à l’ouest, dans son état actuel.
La partie à droite en regardant la façade a été presque en totalité refaite aux XIVe et XVe siècles, le remplissage de la brèche, près du bâtiment intérieur est même du XIXe siècle comme il a été dit précédemment.
Le reste, à gauche, est du XIe siècle par la base jusqu’à la hauteur du deuxième étage, au droit de la salle à manger et du salon, et du XIXe siècle au-devant de la galerie, suivant des hauteurs qui varient entre le niveau de l’appui des croisées et la base de l’édifice à l’encoignure.

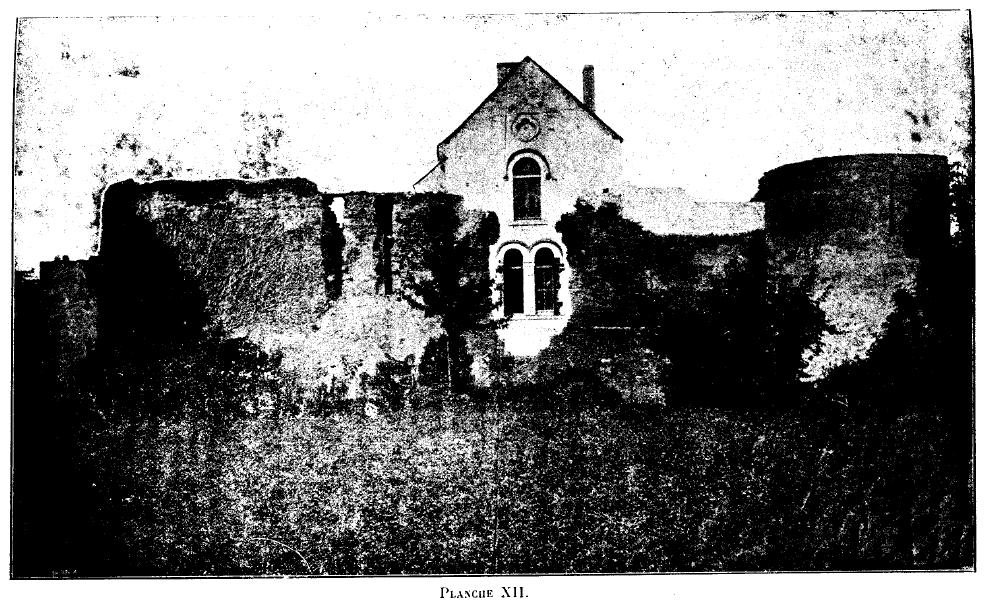
Planche_XII-page_63-64

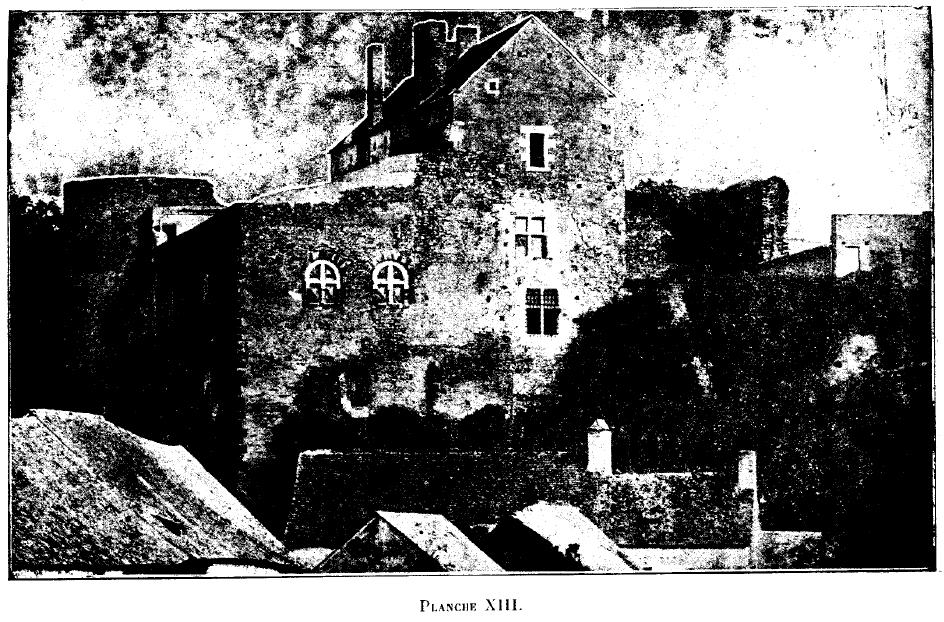
Planche_XIII-page_65-66.JPG

Toutefois, dans le fond du XIe siècle, il faut distinguer l’établissement des croisées de la salle à manger et du salon, qui datent du XVe siècle.
À l’un des piédroits de la croisée de la salle à manger, on peut voir encore des restes de la fermeture en granite du XIe siècle.
À la première croisée de la galerie ; à l’ouest, on peut distinguer le pied droit et le départ de la fermeture de la même époque ; ce sont ces fragments de la base de la colonnette, restés en place, qui ont donné le moyen de rétablir fidèlement les croisées de la galerie, dans leur premier état ; ce qui n’est pas sans importance pour l’histoire de l’art, car ces croisées n’ont point de similaires, où plutôt d’égales ; elles forment un type romano-byzantin qui, plus tard, devait être mis à profit dans le style roman et même dans celui de la Renaissance, par ses croisillons. Les croisillons furent point employés chez les Romains et Byzantins ; leur ajustement dans une baie purement romane est déjà un fait remarquable.
La chapelle reste en l’état où elle était, mais elle fut dégagée des amas de matériaux qui l’entouraient. Le parc fut créé dans l’enclos du Donjon et dans les champs et jardins des deux fermes voisines qui furent acquises successivement. Les bâtiments les plus rapprochés du château devinrent les communes et une nouvelle ferme dut être construite à une certaine distance, en vue d’isoler le Donjon et d’éloigner de ses murs les causes d’incendie.
Ainsi, les ruines du Donjon qui allaient disparaître, purent être sauvées, pour l’illustration du département de la Sarthe, qui ne possède aucun monument plus intéressant au point de vue de l’histoire et de l’archéologie.
Ces ruines ne sont pas sans profit pour l’histoire de la vie privée, au Moyen Âge, elles nous montrent la structure d’un château fort, sous les Carolingiens, tout entier dévolu à la défense et où l’habitation n’est qu’un gîte, par opposition aux demeures somptueuses de l’époque romaine.
Elles nous initient à la vie intime d’un grand seigneur du XIe siècle, qui, pour tout logement se contente de quelques salles sans cheminées, dont l’une était commune à tous les habitants de la demeure. Ses épaisses murailles sont la sauvegarde de la sécurité ; de jour et de nuit, il est sur la brèche : c’est le danger permanent. Aussi, tout ce qui est luxe ou même de simple confortable est-il banni de la demeure guerrière, image ostensible de son autorité personnelle. En dehors comme en dedans l’esprit est au combat.
La vie intérieure du seigneur du XIVe siècle ne diffère guère de celle du seigneur du XIe siècle. Le logis est toujours à l’état fortifié ; mais les tendances vers le confortable s’y accusent d’une manière plus ou moins apparente. Les salles sont divisées, on y adapte des cheminées ; à la machine élévatoire, on a substitué le pont-levis ; mais la demeure ne cesse pas d’être une forteresse. Les parquets et les tapis étaient inconnus ; l’hiver, l’aire des pièces était revêtue de paille.
La demeure du châtelain du XVe siècle atteste l’abaissement de la féodalité qui, ayant perdu ses ressources et son autorité, se loge dans les conditions de sordide économie, sans démordre du simulacre de la grandeur du temps passés. Ses murs sont découronnés, mais il veut encore avoir un pont-levis, quoiqu’il ne lui serve plus à rien, après l’an 1450.
À toutes les époques, les châteaux, pas plus que les maisons particulières ne comportent de distribution proprement dite ; la chambre à coucher servait en même temps de salon et quelquefois même de salle à manger ; on passait d’une pièce dans l’autre sans que l’antichambre fût connue.
Les châteaux du Moyen Âge présentait moins de confort que nos logements de jardiniers.
Ce n’est, sans doute pas au hasard qu’est due l’application de certains noms caractéristiques aux lieux et fermes qui environnaient la cour de justice de Courmenant, et dont les principaux sont la Volerie, la Liaudière, la Picardière, la Crois, Biparfond, la Crimaudière et la Bougonnière.

## Ses seigneurs et possesseurs
Le plus ancien document écrit en ce qui concerne les seigneurs de Courmenant, n’est pas antérieur au XIIe siècle.

### 1178
Un titre de cette année fait mention d’un Fulcone de Courmenant, qui mourut en 1210 et fut inhumé dans l’abbaye de Champagne, il vivait par conséquent plus de cent ans après la fondation du château féodal sur les ruines de la forteresse régionale, et ne pouvait donc être que le deuxième ou troisième descendant du seigneur en faveur duquel le fief avait été créé.

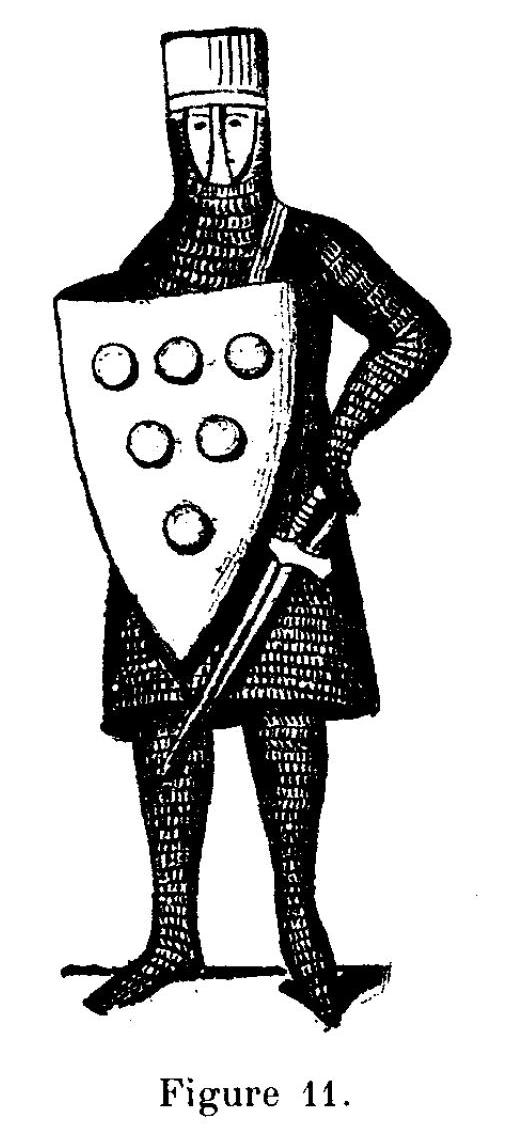
Figure_11-page_71

Si on en juge par divers fragments de sculpture, trouvés sur les claveaux d’une port, dans les démolitions, ses armes auraient été représentées par six fesans (?), dont un en pointe ; mais il y a doute. En tout cas, nous reconstituons le bas-relief, aussi exactement que possible, par la figure 11. À la date de 1188, le cartulaire de Champagne mentionne un Fulco de Roé, qui pourrait bien être le même que Fulcone de Courmenant.

### 1212
Guillaume de Courmenant, cité comme juge en 1212, d’un accord en Gauthier, prieur de Vivoin, et Bertherot Baril, passé devant la cour de Beaumont le Vicomte. Fulchone étant mort en 1210, Guillaume n’aurait pu posséder le fief de Courmenant que pendant deux années, tout au plus, puisqu’on trouve le même fief aux mains de Foulques, ci-après, en 1214.

### 1214
Foulques de Courmenant, qui acquiert de l’abbé de Bellebranche tout ce que possédait l’abbaye au lieu du Tremblay, de l’Hangottière, d’Ingrande (en Parenne) et de l’Epinardière en Rouessé. Dans l’obituaire de la Chartreuse du Parc, on lit : « XXIX octobre obiit dominus besnot cum uxores, et homo et Fulques de Courmenant qui dederunt nobis XXe redibites super Courmenant ». L’indication de l’année manque. C’est bien au Foulques de 1214 que s’applique la note de l’obituaire puisque le précédent Fulchone avait son inscription funéraire dans l’obituaire de l’abbaye de Champagne, à la date de 1210.

### 1216
Guillaume de Courmenant, par un accord passé en 1216, au château de l’Hermitage devant Guillaume de Roches, sénéchal d’Anjou, entre le chapitre de Saint-Pierre de la cour du Mans et lui Guillaume de Courmenant, une difficulté est tranchée. Il y avait un procès entre eux sur les droits d’usage et de pâture du bois nommé le Riboul, qui devait se trouver entre Parennes et Tennis. Les chantres Doyen et messieurs de Saint Pierre de la cour, affirment sur leur parole de prêtres de Parennes, depuis le pont de Tennis jusqu’à Parennes, droit de pâtures et de prendre le bois, pour leur usage, excepté le chêne. Guillaume de Courmenant renonce à ses prétentions. Foulques de Courmenant, frère aîné de Guillaume, et plusieurs autres chevaliers signent comme témoins. Nous devons cette intéressante citation à M. le Vicomte d’Elbenne.

### 1234
Gaufridus de Courmenant qui, paraît-il, était en même temps seigneur de la cour de Rouez (curia Rouelli ou Revelli qu’on a, a tort, confondu avec Courtarevelt ou Coûtaruel, procédant de curtis, « cour, enclos », et non de curia qui est « cour de justice »). Courtavel était un autre fief dont l'histoire particulière n’a aucun rapport avec la cour de Rouez. Il pourrait se faire que la cour de Rouez (curiarouelli) ait été la cour de justice du pays, sous les Carolingiens, alors que Courmenant était une forteresse, et que, au XIe siècle, lorsque le Donjon devint un château féodal, on y ait transporté les prérogatives de la cour de Rouez, qui eut pu ainsi rester attachée au fief de Courmenant, ayant comme nous l’avons dit supra, ses fourches patibulaires. La cour de Rouez ne cessa pas moins de rester au fief séparé, mais sans haute ni basse justice. On le trouve, plus tard, détaché de Courmenant sur l’obituaire de la Chartreuse du Parc, on lit : « XVII décembre obiit gaufridus de Courmenant » l’année n’est pas indiqué, mais elle ne peut être antérieure à 1237 ni postérieure à 1253.

### 1237
Geoffroy de Courmenant, qui était apparemment le même que Gaufridus, donna à la Chartreuse du Parc en charnie, six sommes de vin, à prendre annuellement la veille et le lendemain de la Saint-Denis, sur sa terre de Courmenant, Jean, baron de Sillé-le-Guillaume confirme ce don, le 31 décembre 1426. Ce titre nous apprend qu’il y avait des vignes à Courmenant en 12371.

### 1253
Fouques, seigneur de Courmenant, chevalier, fils ou neveu du précédent.

### 1267
Fouques de Courmenant, qui peut-être le même que le précédent.

### 1282
Foques de Courmenant, qui fut apparemment le fils Fouques.

### 1301
Foulques de Courmenant, fils de Foques, forme (? ? ?) parlement d’un jugement de la cour du comte du Maine comme ayant refusé de payer l’aide-levé pour le mariage d’Isabelle de Valois ; suivant le cartulaire de la cauture (? ? ?), p. 234. L’obituaire de Champagne mentionne la mort de Fouques ou Foulques de Courmenant, au septième jour des nones de mai, sans mention de l’année. L’obituaire de la Chartreuse du Parc mentionne un Fouque de Courmenant, mort le 29 octobre aussi sans indication d’année. Fouques, titulaire du fief en 1301, avait épousé Isabelle de Neuvilette dont il eut :
1°Isabelle de Courmenant.
2 °Fouques de Courmenant qui vivait encore en 1362 mourut sans hoirs.
3°Jehanne de Courmenant.
Un titre du 26 mars 1302 fait mention de Jean de Maule, chevalier, d’une puissante famille du Maine, qui aurait possédé du chef de sa femme Jehanne des bois à Verniette et une rente à Rouez, au fief de Courmenant. C’est Jehanne serait-elle la fille de Fouques, dont nous venons de parler ?

### 1305
Un Guillaume de Courmenant est prieur de Saint-Victeur, près de Fresnay. Après la mort de Fouques, seigneur de Courmenant, le fief passa, à titre d’usufruit, aux mains de sa femme qui suit :

### 1330
Isabelle de Neuvilette, dame de Courmenant, qui mourut vers 1335. Isabelle de Courmenant, sa fille, lui succéda.

### 1340
Après Isabelle, Jehanne, sa fille, hérita du fief de Courmenant, quoiqu’il eût paru plus naturel de voir Fouque, son frère, en prendre possession, il peut y avoir là une lacune. En 1362, le même Fouques, frère d’Isabelle et de Jehanne de Courmenant, qui fut un des exécuteurs testamentaires de cette dernière. En tout état de chose, Isabelle et Fouques, son frère, étaient tante et oncle de Guillaume de Tussé, qui vivait en 1382. Vers 1345, Pierre de Tussé devient seigneur de Courmenant par son mariage avec Jehanne du même nom. Il était fils ainé de Hugues de Tussé et d’Alix d’Anthenoise d’une famille illustre du Maine déjà alliée aux seigneurs de Courmenant. Il fit la guerre de Saintonge, sous le commandement de monseigneur de Craon, en 1351 ; sa mort ne fut pas postérieure à 1360. De son mariage avec Jehanne de Courmenant, Pierre de Tussé eut deux enfants.
Jehan de Tussé, chevalier, chambellan du roi, gouverneur de guise, marié à Jehanne de Juillé (1380-1417), mort sans hoirs.
Guillaume qui devint seigneur de Courmenant après la mort de sa mère.

### 1362
Jehanne qui, dans son testament déclare qu’elle est veuve de Pierre de Tussé en 1362 sœur d’Isabelle et de Fouques de Courmenant.

### 1370-1382
Guillaume de Tussé et de Courmenant que Jehanne qualifie « son héritier » dans son testament de 1362.
Par confusion de titres et en l’absence du document précieux que nous venons de produire dans la note précédente, on avait fait un même personnage de Pierre et de Guillaume de Tussé. Le premier était mort en 1362 ; le second fils de Pierre et de Jehanne de Courmenant dut succéder à sa mère, au fief de Courmenant vers 1370. Il était chevalier et servit sous Amaury IV de Craon en Bretagne en 1369 et sous Jehan de Bueil en 1380. Il mourut en 1382. Il avait épousé Jehanne d’Aillières, fille de Guillaume d’Aillères et de Françoise de Baumont. De ce mariage naquirent
1°Guillaume de Tussé
2°Béatrix de Tussé
3 °Catherine, religieuse d’Étival en 1390, prieure de la Fontaine Saint-Martin en 1428 et 1429 ; morte abbesse d’Étival en 1440.
4°Jehan de Tussé, escuyer, exécuteur testamentaire de son frère en 1405, mort sans hoirs à Paris le 3 décembre 1405.
5°Marie de Tussé, femme de Jean de Montfaucon en 1387.
D’autres titres font mention d’un 6e enfant : Raoul de Tussé, marié à Anne de Neuvillette, dont Julienne, qui aurait épousé un Baudouin de Champagné, mais il y aurait par là une complication généalogique.
Un titre de 1382 fait mention de Jean de Quatrebarbes, seigneur de la Touche et d’Antoigné, qui fonda à cette époque le prieuré de Cossé-le-Vivien, comme ayant épousé Marguerite d’Anvers, dame de Courmenant, fille de Jehan d’Auvers et de Renée Thorin, veuve en 1405. Cette Marguerite d’Auvers se remaria avec Geoffroy de Courceriers. L’erreur est inexplicable, car en 1382, Courmenant était incontestablement dans la famille de Tussé.

### 1385
Jehanne d’Aillières, dame de Tussé et de Courmenant, possède le fief que Guillaume son mari lui avait légué, à titre d’usufruit.

### 1392
Guillaume de Tussé, seigneur de la Guierche, de Courmenant, d’Aillères, de l’Étang et de Villiers, fils ainé de Guillaume de Tussé et de Jehanne d’Aillères, hérite du fief après la mort de sa mère. Par contrat du 27 novembre 1393, il épousa Florie de Lignières, en Berry, dont il eut :
1° Jehane de Tussé, héritière de Guillaume de Neuvillette, marié à Guillaume de Sourches en 1413, duquel mariage naquit Anne de Tussé qui épousa Louis de Bueil. Jehane de Tussé qui épousa en secondes noces Baudoin de Champagne, dir de Tussé, capitaine du Mans, duquel elle n’eut pas d’enfant ; elle mourut en 1458.
2° Marguerite de Tussé, qui épousa Michel de Ferrière, chevalier, seigneur de Montfort le Rotrou, en premières noces, et Jehan de Meurdrac dit Bobes, en secondes noces, suivant Mr Boulay de la Meurthe.
3° Marie de Tussé, femme de Luc Legroux, chevalier, seigneur de Brestel, dont le fils Louis Legroux fut substitué aux noms et armes de Tussé.
4° Philippe de Tussé qui fut religieuse.
5° Catherine de Tussé, aussi héritière de Guillaume de Neuvilette, épousa Lancelot d’Andigné, chevalier, seignuer de Roez et d’Angrie vers 1426. Elle mourut en 1446 en laissant quatre filles. Guillaume de Tussé et de Courmenant, mourut en 1407. Il avait donné à sa femme, par disposition testamentaire du 6 juin 1405, à titre d’usufruit pour lui tenir lieu de dot, les terres de Courmenant et de Villiers, il fut inhumé dans l’abbaye de Champagne.

### 1407
Après la mort de son mari, Florie de Lignières, prit possession du fief de Courmenant, elle épousa en secondes noces Ingerger d’Amboise. À sa mort dont on ne connaît pas la date, Courmenant retourna dans la maison de Tussé, où on le trouve en 1448, au nom de Jehanne de Tussé, femme de Baudouin qui suit. En 1448, Florie de Lignières eut pu avoir 78 ans. La transmission aurait donc pu dater de cette époque : mais il est probable qu’elle est d’une date plus ancienne.

### 1426
Jehan Barron de Sillé, seigneur d’orte et de Courmenant1. On s’explique difficilement la possession du fief de Courmenant par Jehan de Sillé, en 1426, car le dit fief ne paraît pas être sorti de la maison de Tussé. Le titre de seigneur de Courmenant n’a donc pu être pris, en cette circonstance, par le baron de Sillé, qu’en raison de sa qualité de suzerain.

### 1448-1458
Baudouyn de Tussé, de Milesse et de Courmenant, à cause de sa femme Jehanne de Courmenant. 
Baudouyn de Tussé, qui, cependant, ne mourut qu’en 1463, n’apparaît plus sur les titres de Courmenant après 1458, époque à laquelle trépassa Jehanne de Tussé, sa femme, qui lui avait cependant laissé la seigneurie de la Guierche, par son testament de 1453. Par le même testament, Jehanne de Tussé et de Courmenant adopta son neveu Louis Legros, seigneur de Brestel, fils de Hue Legros et de Marie de Tucé, qui prit le nom de Louis de Tussé. 
Louis Legros avait épousé Martine Quentin, dame de la Laire, en Crissé, fille de Jehan Quentin et de Jeanne de Mernay (ou de Mervé) elle-même fille de Macé de Mervé et de Jeanne de la chapelle Rainsoin, sieur et dame de Malvoisine à Écueillé, près de Châteauneuf-sur-Sarthe en Anjou. 
Après la mort de Jehanne, femme de Baudouyn, le fief de Courmenant fut transmis à Marguerite de Tussé, suivant un aveu du 29 mai 1459, (Archives du Mans) fonds Chappée. 
À la date de 1464, on trouve, aux archives du Mans, un titre relatif à Jehan Gaudin, dans lequel ce personnage est noté comme seigneur de Lavardin et de Courmenant ; mais ce dernier titre ne peut être dû qu’à sa qualité de suzerain pour les fiefs de Monpion et de Leurson, qui étaient partie intégrante du fief de Courmenant, dont ils portaient le nom et qui étaient situés dans la mouvance de Lavardin et d’Assé ; ce qui est prouvé par un titre authentique portant que Courmenant était en 1462, aux mains de Jehan d’Ingrande, comme nous le verrons ci-après.
Les fiefs de Monpion et de Leuson, situés dans les paroisses de Domfront et de Conlie, sur la lisière de la forêt de Lavardin, avaient été réunis, au moins pour partie, au fief de Courmenant, vers 1379, par Guillaume de Tussé, comme il a été dit précédemment. 
Après cette réunion, ces fiefs ne conserveront pas moins une certaine autonomie motivée, sans doute, par la division des juridictions ; car Courmenant ressortissait à la baronnie de Sillé, et Monpion et Leurson étaient dans la mouvance de la chatellerie de Lavardin.
Un titre de 1100 nous apprend que Monpion appartenait alors à l'Église Notre-Dame de la Couture.
Le fief de Courmenant qui, après la Jehanne, était devenu la propriété de sa sœur Marguerite, en 1458, fut bientôt l’objet d’une nouvelle mutation.

### 1460
Le 11 novembre, on le trouve en la possession de Jehan d’Ingrande, escuyer, seigneur d’Ingrande de St-Martin de Villeclose et de la Bidinière, frère de Jehanne d’Ingrande, mariée à Guy de Champereviers, seigneur de plessis d’Auvers. Jehan d’Ingrande était un des héritiers naturels de la maison de Tussé, par Marie d’Andigné sa femme, fille de Lancelot d’Andigné et de Catherine de Tussé contracté vers l’an 1426. De ce mariage étaient nés :
1° Marie d’Andigné, dont il vient d’être parlé.
2° Jehanne d’Andigné, mariée le 29 mai 1454, à Guyon de Clinchamp, seigneur de la Busardière.
3° Marguerite d’Andigné, mariée le 14 novembre 1456 à Alain Levasseur, seigneur de Cogniers.
4° Mahout, femme de Jacques de Vaige, escuyer, seigneur de Vaige vers 1460.
5° René d’Andigné, escuyer, seigneur du dit lieu et d’Angrie.
Marie d’Andigné avait épousé Jehan d’Ingrande en 1446. De ce mariage il n’y eut qu’un fils ; Jehan d’Ingrande, seigneur d’Azé, de St-Martin, de la Bodinière, de Courmenant et de Juigné-sur-Loire ; capitaine de Château-Gontier en 1478 ; marié le 15 octobre 1472 à demoiselle Louise de Chateaubriant fille de Theaud de Chateaubriand, chevalier, seigneur de Lion d’Angers, et de Françoise Odard. Il mourut sans postérité en 1502 et sa succession fut partagée entre
1° Guyon des Escotais
2° Anne des Escotais, femme de Jean de Fontenailles, capitaine du Château de Saint-Ouën-des-Toits, seigneur de Montgenard ;
3° Jehanne des Escotais, femme de Jacques de Cochefilet, seigneur de Bretonvilliers, en Perche.

## Sources
- François Liger (1819-1907), Le Donjon de Courmenant, ses origines, ses seigneurs et possesseurs, son musée (titre alternatif Le Donjon de Courmenant en Rouez, Paris : Champion, 1901. In-8°, 223 p. + figures.